# Davy Jones
Davy Jones é um lendário pirata que viveu no século XVIII.

## Lendas
Desde o século XVIII, questiona-se se Davy Jones, também chamado David Jones, realmente existiu. Segundo uma lenda popular de marinheiros, ele era um homem do mar ou, para algumas pessoas, um deus que atormentava marinheiros até a morte, atraía tempestades para navios despreparados, confundia capitães e pilotos para fazê-los errar a rota de seus navios e bater em rochedos, recifes, bancos de areias ou entrar em correntes marítimas perigosas. Também engajava marinheiros em missões perigosas, em que o número de sobreviventes era ínfimo. Acredita-se que poderia prolongar a vida de um morto ou semimorto através de um pacto. Talvez por esse motivo, em terras equatoriais, Davy Jones corresponda ao Diabo.

## Outras Lendas
Em algumas regiões dos trópicos, é considerado como o deus que é contra o amor devido uma desilusão amorosa. Seu objetivo é fazer com que os homens não sofram como ele sofreu. É também o deus em que, segundo últimos relatos de pessoas dos trópicos, os piratas temem mais.
Quem apunhalar o coração ainda pulsante de Davy Jones terá que arrancar o seu e assumir o lugar do monstro.

## Piratas do Caribe
Davy Jones foi o antagonista principal de Piratas do Caribe: O Baú da Morte e de Piratas do Caribe: No Fim do Mundo
A lenda descrita no filme diz que Jones era o senhor do mar, e que poderia dar aos marinheiros que se encontravam à beira da morte - devido a acidentes com suas embarcações - o poder de viver por 100 anos como membro de sua tripulação, ou até mesmo como parte de seu navio. Diz a lenda que Davy Jones controlava o monstro Kraken (O Leviatã de Davy Jones), e que ordenava ao seu "bichinho de estimação" que levasse até o fim do mundo para uma existência eterna e solitária todos aqueles que tentassem fugir de sua condenada tripulação. Mas o que todos cobiçavam era a contra proposta que perseguia a lenda. Dizia-se que quem conseguisse a chave, a localização e o próprio baú da morte, onde jazia seu coração arrancado pela mágoa do amor, e ainda pulsante, poderia controlar o mar - pois Davy Jones era o próprio mar - e tornar-se capitão do Holandês Voador, podendo navegar para sempre sem barreiras. Porém, ainda havia a obrigação imposta pela deusa Calypso de levar as almas para o outro lado e a desobediência a esta tarefa renderia ao novo capitão herdar uma maldição que transformava os amaldiçoados em uma mistura de humanos com seres do mar, e quem tentasse matar seu coração morreria dando sua vida.

## O Baú
O Baú de Davy Jones é uma expressão usada para definir o fundo dos oceanos e mares - o local de descanso dos marinheiros afogados ou que morreram de outra forma. O baú de Jones é o purgatório, o céu e o inferno. Nele, as pessoas enfrentam seus medos mais profundos. A lenda diz que é o próprio Jones que arrasta as almas até as profundezas, mas é possível ressuscitar "se souber o caminho". A reputação de Jones e seu armário desenvolveram muito medo entre os marinheiros, fazendo com que hesitassem ao entrar em maiores detalhes.